# GP La Marseillaise 1993
De 14e editie van de GP La Marseillaise werd gehouden op 2 februari 1993 in Frankrijk. De wielerwedstrijd ging over 129,5 kilometer en werd gewonnen door de Fransman Didier Rous gevolgd door Eddy Seigneur en Armand de Las Cuevas.

## Uitslag
| GP La Marseillaise 1993 |                        |                         |          |
| Plaats                  | Naam                   | Ploeg                   | Tijd     |
| Winnaar                 | Didier Rous            | GAN                     | 3u18'50" |
| 2                       | Eddy Seigneur          | GAN                     | z.t.     |
| 3                       | Armand de Las Cuevas   | Castorama               | +8"      |
| 4                       | Charly Mottet          | Novemail-Histor         | z.t.     |
| 5                       | Hervé Garel            | GAN                     | z.t.     |
| 6                       | Francis Moreau         | GAN                     | z.t.     |
| 7                       | Bart Leysen            | Lotto-Caloi-Mavic       | z.t.     |
| 8                       | Francisco Román Martín | Banesto                 | z.t.     |
| 9                       | Hendrik Redant         | Collstrop-Assur Carpets | +22"     |
| 10                      | Thierry Claveyrolat    | GAN                     | z.t.     |

1980 · 1981 · 1982 · 1983 · 1984 · 1985 · 1986 · 1987 · 1988 · 1989 · 1990 · 1991 · 1992 · 1993 · 1994 · 1995 · 1996 · 1997 · 1998 · 1999 · 2000 · 2001 · 2002 · 2003 · 2004 · 2005 · 2006 · 2007 · 2008 · 2009 · 2010 · 2011 · 2012 · 2013 · 2014 · 2015 · 2016 · 2017 · 2018 · 2019 · 2020 · 2021 · 2022 · 2023 · 2024 · 2025